# Isabel de Baena
Isabel de Baena va ser una dona sevillana, nascuda a principis del S. XVI, i cremada a la foguera per la Inquisició espanyola en un de les actes de fe de Sevilla, concretament en el del 24 de setembre de 1559, acusada de "ser receptora d'heretges. Dogmatizadora, ficta confitente". Ella mateixa va declarar haver-se convertit al luteranisme a través de Gaspar Baptista, del Col·legi de la Doctrina.
Segons un escrit del traductor de la biblia, Cipriano de Valera, a casa seva es "recollien els fidels per sentir la paraula de Déu".